# B.Kodagahalli, Pandavapura
B.Kodagahalli là một làng thuộc tehsil Pandavapura, huyện Mandya, bang Karnataka, Ấn Độ.